# Wim van der Kroft
Willem Frederik Wim van der Kroft (Haarlem, 16 augustus 1916 - Den Helder, 21 maart 2001) was een Nederlands kanovaarder.
Van der Kroft nam samen met Nicolaas Tates deel aan de Olympische Zomerspelen in 1936 in de K2 op de 1000 meter. Het duo won een bronzen medaille. In 1948 en 1952 werd hij in de K1 op de 1000 meter respectievelijk vijfde en vierde. Hij was lid van HKV in Haarlem. 